# Harrisia tortuosa
Harrisia tortuosa es una especie de plantas en la familia Cactaceae.

## Distribución
Harrisia tortuosa es endémica de Uruguay, Paraguay, noreste de Argentina y posiblemente Bolivia en altitudes bajas. Es una especie rara en la vida silvestre.

## Descripción
Harrisia tortuosa tiene un crecimiento vertical arbustivo o posterior doblado o postrado, los tallos son de color verde oscuro  que miden de hasta 1 metro de largo con un diámetro de 2 a 4 cm. Por lo general, tiene siete costillas redondeadas. Las areolas contiene de una a tres espinas centrales que son fuertes y rojas y con la edad cambian a casi negro. Miden de 3 a 4 cm de largo. Las seis a diez espinas radiales son de colores brillantes y alcanzan una longitud de hasta 2 cm. Las flores alcanzan una longitud de hasta 16 centímetros. Los frutos son esféricos de color rojo con espinas y alcanzan un diámetro de 3 a 4 cm.

## Taxonomía
Harrisia tortuosa fue descrita por (J.Forbes ex Otto & A.Dietr.) Britton & Rose y publicado en The Cactaceae; descriptions and illustrations of plants of the cactus family 2: 154–155, t. 21, f. 1. 1920.
Etimología
Ver: Harrisia
tortuosa epíteto latino que significa "retorcida".
Sinonimia
- Cereus tortuosus basónimo
- Eriocereus tortuosus
- Cereus arendtii
- Eriocereus arendtii[4]